# Elaine Fuchs
Elaine Fuchs, née en 1950, est une biologiste moléculaire américaine. Elle enseigne et dirige ses recherches à l'université Rockefelleret au Howard Hughes Medical Institute. Elle est connue pour ses travaux sur les mécanismes moléculaires de la peau des mammifères et sur les maladies de peau. Elle est une pionnière de la génétique inverse et elle effectue des recherches sur les cellules souches de la peau et en particulier sur leur production de poil et de peau. Elle reçoit en 2001 le prix Richard Lounsbery de l'Académie des sciences française et de l'Académie nationale des sciences américaine. En 2010, elle reçoit le prix L'Oréal-Unesco pour les femmes et la science,.